# Guillermo de Achával
Guillermo de Achával fue un médico y legislador argentino del siglo XIX.

## Biografía
Guillermo Achával Rodríguez nació en Córdoba (Argentina) en los primeros meses de 1857, hijo del santiagueño Tristán Achával Ezcurra (1811-1874), abogado, diputado nacional por la provincia de Catamarca (1854-1858) y gobernador delegado de Córdoba en 1861, y de Pastora Rodríguez Ladrón de Guevara.
Fue diputado provincial en Córdoba y uno de los convencionales que tomó parte en la reforma a la Constitución de la Provincia de Córdoba de 1883.
El 15 de diciembre de 1884 contrajo nupcias, en Rosario, provincia de Santa Fe, con Manuela Modesta de las Casas Mauro Caminos, con quien tuvo tres hijos Guillermo Ramón, Hugo Tristán y María Clemencia Achával Rodríguez Casas.
Fue catedrático de la Universidad de Buenos Aires. Fue asimismo diputado nacional por Córdoba y diputado por esa provincia ante la Convención Nacional Constituyente de 1898.
Se desempeñó también como Presidente del Banco Provincial de Santa Fe.
Falleció en 1916.